# Хитоми, Тэцусабуро
Тэцусабуро Хитоми (яп. 人見鉄三郎; 1918, Токио — 2008, Япония) — японский дипломат и переводчик; посол Японии в Финляндии (1977—1980), Коста-Рике (1972—1977), Гватемале.

## Биография
В 1941 году окончил отделение политологии юридического факультета Токийского университета и поступил на службу в Министерство иностранных дел Японии.
С 1972 по 1977 год был послом Японии в Коста-Рике и сыграл значительную роль в открытии японской школы в Сан-Хосе.
В 1977 году был назначен чрезвычайным и полномочным послом Японии в Финляндии и вручил свои верительные грамоты президенту Финляндии Урхо Кекконену. В 1980 году окончил свои полномочия в Финляндии.